# 亚述贝尔卡拉
亚述贝尔卡拉（英語：Ashur-bel-kala）（？—前1057年），中亚述时期的亚述国王（公元前1074年—公元前1057年在位）提格拉特帕拉沙尔一世之子，继承阿沙里德-阿帕尔-伊库尔之位。他在位17年去世，葬于亚述古城。
| 前任： 阿沙里德-阿帕尔-伊库尔 | 亚述国王 前1074年－前1057年 | 繼任： 沙姆希阿达德四世 |